# 28-й укреплённый район
28-й Выборгский укреплённый район — воинское соединение СССР в Великой Отечественной войне.

## История
Сформирован как воинская часть в Ленинградском военном округе 12 апреля 1941 года.
В действующей армии с 22 июня 1941 года по 6 августа 1941 года.
На 22 июня 1941 года укрепрайон имел в наличии в виде гарнизона два пулемётно-артиллерийских батальона. Как совокупность оборонительных сооружений район занимал фронт, шириной в 150 километров по границе от Финского залива, при глубине от 4 до 5 километров, располагал 1 узлом обороны, с построенными 44 дотами (из них боеготовыми 32) и 130 дотами в стадии строительства. С развёртыванием 50-го стрелкового корпуса, укрепления района по границе были заняты его частями с приказом прикрыть границу на участке от озера Суокуман до Финского залива, не допуская прорыв противника на Выборг.. Район строился с 1940 года, состоял в основном из артиллерийских полукапониров, вооружённых частично установками Л-17 и пулемётами, частично установками ДОТ-4
Финские войска в полосе укреплённого района начали наступление только 21 августа 1941 года, но уже с 20 августа 1941 года укрепления начали подрываться советскими войсками , поскольку финские войска к тому времени в обход этого района вышли к Выборгу с северо-востока и востока. Таким образом, в полномасштабных боевых действиях район принимал участие не более суток, а затем отступал к Койвисто.
6 августа 1941 года район расформирован.

## Состав
- 29-й отдельный пулемётно-артиллерийский батальон
- 4-й, с июня 1941 года 247-й отдельный пулемётно-артиллерийский батальон

## Подчинение
| Дата            | Фронт (округ)               | Армия      | Корпус (группа) | Примечания                    |
| --------------- | --------------------------- | ---------- | --------------- | ----------------------------- |
| 22.06.1941 года | Ленинградский военный округ | 23-я армия | -               | с 24.07.1941 — Северный фронт |
| 01.07.1941 года | Северный фронт              | 23-я армия | -               | -                             |
| 10.07.1941 года | Северный фронт              | 23-я армия | -               | -                             |
| 01.08.1941 года | Северный фронт              | 23-я армия | -               | -                             |

## Командный состав

### Коменданты
- 26.04.1941 — 01.07.1941 — полковник Желнин, Константин Ксенофонтович[4]
- 01.07.1841 — **.**.1941 — подполковник Лесков, Яков Иванович

### Начальники штаба
- 26.04.1941 — 01.07.1941 — подполковник Лесков, Яков Иванович
- 01.07.1941 - 06.08.1941 — майор Помиркованный, Иван Гаврилович[5]

### Командный состав 247-го ОПАБ
- Командир капитан Свинцов, Константин Андреевич
- Начальник штаба лейтенант Широков, Алексей Николаевич
- Помощник командира по технической части лейтенант Ковалев Н. Я.
- Командир 4-й роты младший лейтенант Тацох, Иван Сергеевич